# دارن کانل
دارن کانل (انگلیسی: Darren Connell؛ زادهٔ ۳ فوریهٔ ۱۹۸۲) بازیکن فوتبال اهل بریتانیا است.
از باشگاه‌هایی که در آن بازی کرده‌است می‌توان به باشگاه فوتبال هاکنال تاون، باشگاه فوتبال مکلسفیلد تاون، باشگاه فوتبال بارو، باشگاه فوتبال بلکپول، باشگاه فوتبال بارسکو، باشگاه فوتبال گرنثم تاون، و باشگاه فوتبال آکرینگتون استنلی اشاره کرد.